# How Deep Is Your Love (비지스의 노래)
〈How Deep Is Your Love〉는 1977년 비지스가 작사, 작곡, 녹음해 그해 9월 싱글로 발매한 팝 발라드이며, 영화 《토요일 밤의 열기》의 사운드트랙의 일부로 사용되었다. 이 곡은 영국과 호주에서 3위를 차지했다. 미국에서는 1977년 12월 25일 빌보드 핫 100에서 1위를 차지했고 17주 동안 톱 10에 머물렀다. 그것은 미국 어덜트 컨템포러리 차트에서 6주간 1위를 차지했다. 그것은 《빌보드》의 역대 최고 100위에 27위에 올랐다. 〈Stayin' Alive〉와 〈Night Fever〉와 함께, 이 곡은 이 목록에 있는 이 그룹의 세 곡 중 하나이다. 이 노래는 1996년 《Greatest Hits》 음반으로 테이크 댓에 의해 커버되었고, 3주 동안 영국 싱글 차트 1위에 올랐다.
〈How Deep Is Your Love〉는 《롤링 스톤》의 역사상 가장 위대한 노래 500곡 목록에서 375위를 차지했다. 2011년 12월에 방영된 영국 TV 스페셜에서, ITV 시청자들에 의해 《더 네이션즈 페이버릿 비지스 송》으로 선정되었다. 비지스의 2001년 《빌보드》 잡지 인터뷰에서 배리 깁은 이 노래가 그가 가장 좋아하는 비지스 노래라고 말했다.

## 구성
《Here at Last... Bee Gees... Live》의 믹싱에 이어, 비지스는 1976년 《Children of the World》의 후속 스튜디오 음반이 될 곡들을 녹음하기 시작했다. 그 때 로버트 스틱우드가 제작 중인 영화의 곡을 요청하는 전화가 걸려왔다. 비지스는 그에게 5곡의 노래를 주었고, 그 중 하나는 〈How Deep Is Your Love〉였다. 이 곡은 배리, 로빈, 모리스 깁이 주로 작곡했다. 배리는 키보디스트 블루 위버와 함께 멜로디를 연주했지만, 그는 여기서 공식적으로 작곡가로 인정받지는 못한다. 공동 프로듀서인 알비 갈루텐은 나중에 이 트랙에서 위버의 기여를 인정한다. "블루가 엄청난 양의 입력을 했던 한 곡이며, 그의 성격에는 많은 것들이 있었습니다. 작곡적인 면에서 그의 공헌이 상당히 중요했던 부분입니다. 하지만 피아노를 칠 때는 거의 곡을 쓰는 것과 같습니다. 블루는 그 노래의 피아노 구조에 많은 영향을 미쳤습니다."

## 발매
〈How Deep Is Your Love〉는 1977년 9월 영국을 제외한 모든 곳에서 싱글로 발매되었으며, 1977년 12월 29일에 발매되었다. 《Children of the World》가 녹음되었을 때, 배리는 이제 그룹의 주요 보컬이었고, 대부분 가끔 자연스러운 호흡의 목소리로 리드로 위장되었다. 대부분의 백 보컬은 배리가 맡았고, 로빈과 모리스는 그들이 거기에 있음에도 불구하고 믹스에서 거의 들리지 않다. 그럼에도 불구하고, 로빈은 이 노래 동안 후렴구를 위한 멜로디를 부르고 다양한 애드리브를 들을 수 있다. 이 노래를 위해 최소 조명의 뮤직 비디오 두 편이 제작되었다. 한 편(나중에 공개된 메인 뮤직 비디오의 전신)에서는 영상 내내 한 여성의 음습한 모습이 보이는 가운데 노래를 부르는 형제의 모습이 담겨 있으며, 주변에 커다란 하얀 빛이 비치고 있다. 배리 깁은 이 비디오에서 〈Night Fever〉 비디오에서와 마찬가지로 수염을 깎았다. 두 번째 비디오(본 비디오)는 나중에 만들어졌는데, 형제가 무지개 빛줄기를 지나며 노래하는 모습이 담겨 있다. 이 비디오에서 배리 깁은 수염을 기르고 있다. 1978년 2월 4일 《캐시박스》 차트에서 13위를 기록했을 때, 사운드트랙의 두 번째 싱글 〈Stayin' Alive〉는 같은 주 71위로 데뷔하면서 1위를 차지했다.

## 인증
| 국가                                                                                         | 인증     | 판매량/출하량 |
| -------------------------------------------------------------------------------------------- | -------- | ------------- |
| 캐나다 (뮤직 캐나다)                                                                         | 골드     | 75,000^       |
| 덴마크 (IFPI Danmark)                                                                        | 골드     | 45,000        |
| 프랑스 (SNEP)                                                                                | 골드     | 500,000*      |
| 아일랜드                                                                                     | —        | 25,000        |
| 이탈리아 (FIMI) Sales since 2009                                                             | 골드     | 35,000        |
| 일본                                                                                         | —        | 70,000        |
| 영국 (BPI) Physical sales                                                                    | 골드     | 963,471       |
| 영국 (BPI) Digital sales since 2007                                                          | 플래티넘 | 600,000       |
| 미국 (RIAA)                                                                                  | 골드     | 1,700,000     |
| *판매량을 기반으로 한 인증 · ^출하량을 기반으로 한 인증 · 판매량+스트리밍을 기반으로 한 인증 |          |               |